# Norbert Bartsch
Norbert Bartsch (* 1955) ist ein deutscher Forstwissenschaftler.
Wissenschaftlich ist er vor allem als Spezialist für die waldbauliche Behandlung der Rheinauen-Wälder in Rheinland-Pfalz hervorgetreten.

## Leben
Norbert Bartsch studierte von 1976 bis 1981 Forstwissenschaften an der Georg-August-Universität Göttingen. In seiner Diplomarbeit beschäftigte er sich mit dem Wurzelschwamm (Heterobasidion annosum). Anschließend arbeitete er an seiner Dissertation Ökologische Untersuchungen zur Wurzelentwicklung an Jungpflanzen von Fichte (Picea abies (L.) Karst.) und Kiefer (Pinus sylvestris L.), mit der er 1985 an der Göttinger Universität promoviert wurde. Sie stand stark im Zeichen des seinerzeit diskutierten so genannten „Waldsterbens“, zu dem in Göttingen im Forschungszentrum Waldökosysteme besonders intensiv geforscht wurde.
Am Institut für Waldbau der Universität war Bartsch von 1981 bis 1996 als Wissenschaftlicher Mitarbeiter tätig, ab 1996 als Akademischer Rat und später als Akademischer Oberrat in der Abteilung Waldbau und Waldökologie der gemäßigten Zonen des heutigen Burckhardt-Instituts. Als solcher ist er in Forschung, Lehre und Verwaltung eingebunden.
In seiner wissenschaftlichen Arbeit befasst er sich einerseits vorrangig mit Buchenwaldökosystemen. Dabei untersucht er, wie sich waldbauliche Eingriffe  auf Stoffumsätze und Baumverjüngung auswirken und geht der Frage nach, welchen Beitrag Totholz zum Nährstoffhaushalt dieser mitteleuropäischen Ökosystemen leistet. Sein weiteres Spezialgebiet ist die waldbauliche Behandlung der Rheinauen-Wälder am Oberrhein in Rheinland-Pfalz. Hierbei geht es vor allem darum, der Stiel-Eiche ihren Platz in diesem Ökosystem zu bewahren. Dazu hat Bartsch im Auftrag der Landesforstverwaltung Rheinland-Pfalz seit Mitte der 1980er Jahre regelmäßig vor Ort geforscht, oft gemeinsam mit Professor Dr. Ernst Röhrig. Ihre Forschungsergebnisse veröffentlichten sie in mehreren Bänden, die in den Schriftenreihen Mitteilungen der Landesforstverwaltung Rheinland-Pfalz und Schriften aus der Forstlichen Fakultät der Universität Göttingen und der Nordwestdeutschen Forstlichen Versuchsanstalt erschienen sind.
Bei Studenten und forstlichen Praktikern ist Bartsch zudem durch sein Bestimmungsbuch Waldgräser, das erstmals 1987 erschien, bekannt.
Forschungsaufenthalte führten ihn nach Argentinien (1987 und 1992), Mexiko (1985 und 1988), Kanada (1986), Korea (1997) und in die USA (1998).
Seit 1992 betreut Norbert Bartsch als Schriftleiter die forstwissenschaftliche Fachzeitschrift Forstarchiv. Für dieses und andere nationale wie internationale Fachorgane hat er zahlreiche Beiträge verfasst. Zudem engagiert er sich als Schriftleiter im Vorstand des Vereins „Wissenschaft und Schrifttum“. Daneben vertritt er die Fakultät für Forstwissenschaften und Waldökologie im Herausgebergremium des Universitätsverlages Göttingen.

## Schriften
- Ökologische Untersuchungen zur Wurzelentwicklung an Jungpflanzen von Fichte (Picea abies (L.) Karst.) und Kiefer (Pinus sylvestris L.), Dissertationsschrift, im Druck als Band 15 der Berichte des Forschungszentrums Waldökosysteme, Waldsterben, Göttingen 1985
- Waldgräser: Süßgräser – Riedgrasgewächse – Binsengewächse, Hannover 1987 (2., überarbeitete Auflage Alfeld 1994, ISBN 3-7944-0177-8)
- zusammen mit Ernst Röhrig: Waldbauliche Behandlung der Rheinauenwälder in Rheinland-Pfalz, Mitteilungen der Landesforstverwaltung Rheinland-Pfalz (Nr. 6), Mainz 1988
- Zum Anbau der Schwarznuss (Juglans nigra L.) in den Rheinauen, Schriften aus der Forstlichen Fakultät der Universität Göttingen und der Nordwestdeutschen Forstlichen Versuchsanstalt (Band 95), Frankfurt am Main 1989 (ISBN 3-7939-5095-6)
- zusammen mit Anne Wevell von Krüger und Annette Wienstroth: Das Naturschutzgebiet Riedried im Staatlichen Forstamt Kandel (Rheinland-Pfalz), Mitteilungen der Landesforstverwaltung Rheinland-Pfalz (Nr. 8), Mainz 1990
- zusammen mit Ernst Röhrig: Der Stadtwald von Wörth am Rhein. Waldgeschichte, gegenwärtiger Zustand, Vegetationseinheiten und Bestandsformen, Hinweise für die Waldbehandlung, Mitteilungen der Landesforstverwaltung Rheinland-Pfalz (Nr. 11), Mainz 1993
- als Herausgeber zusammen mit Achim Dohrenbusch: Forest development. Succession, environmental stress and forest management. Case studies, Berlin, Heidelberg, New York, Hong Kong, London, Mailand, Paris und Tokyo 2002 (ISBN 3-540-43768-1)
- zusammen mit Christian Kühne und Ernst Röhrig: Waldbauliche Behandlung der Auenwälder am Oberrhein unter besonderer Berücksichtigung der Stieleiche (Quercus robur L.), Schriften aus der Forstlichen Fakultät der Universität Göttingen und der Nordwestdeutschen Forstlichen Versuchsanstalt (Band 140), Frankfurt am Main 2005 (ISBN 3-7939-5140-5)
- zusammen mit Ernst Röhrig und Burghard von Lüpke als Bearbeiter des von Alfred Dengler begründeten Lehrbuchs Waldbau auf ökologischer Grundlage (7., vollständig aktualisierte Auflage Stuttgart-Hohenheim 2006, ISBN 3-8252-8310-0 und ISBN 3-8001-4595-2).
- zusammen mit Ernst Röhrig: Waldökologie. Einführung für Mitteleuropa, Springer, Berlin, Heidelberg 2016, ISBN 978-3-662-44267-8.